# Apiales
Apiales es un orden de plantas fanerógamas. En el sistema Cronquist, solo se incluyen las familias Apiaceae y Araliaceae. Flores pentámeras, hermafroditas, diclamideas, a veces con el cáliz muy pequeño, gineceo ínfero, bicarpelar, de carpelos cerrados y estilos libres; en umbelas. A veces hay dimorfismo floral. Las plantas que pertenecen a este orden, son generalmente herbáceas, (con la excepción del género Hedera). Respecto a los restantes géneros que son herbáceos, pueden tener un ciclo de vida anual, bienal o perenne.

## Sinonimia
- Araliales, Pittosporales, Umbelales.